# Cladotanytarsus sagittifer
Cladotanytarsus sagittifer är en tvåvingeart som beskrevs av Gilka 2009. Cladotanytarsus sagittifer ingår i släktet Cladotanytarsus och familjen fjädermyggor. Inga underarter finns listade i Catalogue of Life.